# هاروتیون مورادیان
هاروتیون باختیبکی مورادیان (ارمنی: Հարություն Բախտիբեկի Մուրադյան؛ زادهٔ ۲ مهٔ ۱۹۵۳ - درگذشته ۱۲ مارس ۲۰۲۳) یک سیاستمدار اهل ارمنستان که از تاریخ ۱۹۹۹ تا تاریخ ۲۰۰۷ سمت نمایندگی دوره‌های دوم و سوم مجلس ملی جمهوری ارمنستان را برعهده داشت.

## زندگی‌نامه
در ۲ مهٔ ۱۹۵۳ در تسوواسار به دنیا آمد و از دانشگاه ملی پلی‌تکنیک ارمنستان فارغ‌التحصیل شد.  وی در ۱۲ مارس ۲۰۲۳ در سن ۶۹ سالگی در درگذشت.

## یادداشت
1. ↑  Թազագյուղ